# Сейшельский фуди
Сейшельский фуди, или сейшельский ткачик-фоди (Foudia sechellarum) — вид птиц из семейства ткачиковых.

## Распространение
Населяют Сейшельские острова. Изначально жили в лесах, но сейчас освоили также кокосовые плантации и сады.

## Описание
Длина тела до 12,5 см. Основное оперение серо-оливковое. Клюв чёрный. В брачном оперении у самца жёлтое лицо. У самки брачный наряд отсутствует.

## Биология
Питаются в основном насекомыми и другими мелкими членистоногими, а также фруктами, нектаром и семенами. Известно, что они едят яйца морских птиц (например, белой крачки).
На острове Казин у вида имеется чёткий сезон размножения. При этом на некоторых других островах они, вероятно, размножаются круглогодично.

## Охранный статус
МСОП присвоил виду охранный статус NT.